# Najumambe
Najumambe is een bestuurslaag in het regentschap Tapanuli Utara van de provincie Noord-Sumatra, Indonesië. Najumambe telt 910 inwoners (volkstelling 2010).